# 7. století
7. století je období mezi 1. lednem 601 a 31. prosincem 700 našeho letopočtu. Jedná se o sedmé století prvního tisíciletí.
V tomto století prožívala Byzantská říše hluboký útlum kvůli silnému tlaku Sásánovské říše, Avarů a Slovanů. Římsko-perské války však vyčerpaly nejen východořímskou říši, ale i Sásánovce a proto když na počátku tohoto století došlo na Arabském poloostrově k vzniku islámu, začalo se nové náboženství pod vedením Mohamedových nástupců velice rychle šířit. Stoupenci Alláha záhy ovládli Arabský poloostrov, načež dobyli Blízký východ, severní Afriku a rychle postupovali dál, přičemž kritickým způsobem ohrožovali i oslabenou Byzanc. Ve franské říši oslabovala pod vládou Merovejců centrální moc a dál rostla moc šlechty a majordomů.

## Významné události

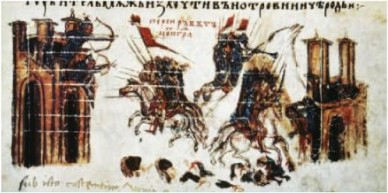
Obléhání Konstantinopole v roce 626

- 610 se vládcem byzantské říše stal Herakleios, jenž založil dynastii Herakleiovců vládnoucí Byzanci do roku 711.
- 618 se v Číně dostala k moci dynastie Tchang, která znovu sjednotila Čínu.
- 622 odešel Mohamed spolu se svými následovníky z Mekky do Medíny. Rok hidžry je stanoven za počátek islámského letopočtu.
- 626 odrazili Byzantinci pokus Avarů, Slovanů a Peršanů o dobytí Konstantinopole.
- 12. prosince 627 zvítězili Byzantinci nad Peršany v bitvě u Ninive.
- 629 vypukly byzantsko-arabské války, jež trvaly až do konce 12. století.
- 631/632 porazili Slované vedení Sámem franské vojsko v bitvě u Wogastisburgu.
- 661–678 vznikla Chazarská říše
- 674–678 obléhala arabská vojska Konstantinopol.
- 681 uznali Byzantinci v mírové smlouvě nezávislost Bulharů, čímž došlo k rozpadu Starého Velkého Bulharska a vytvoření první bulharské říše.

## Významné osobnosti

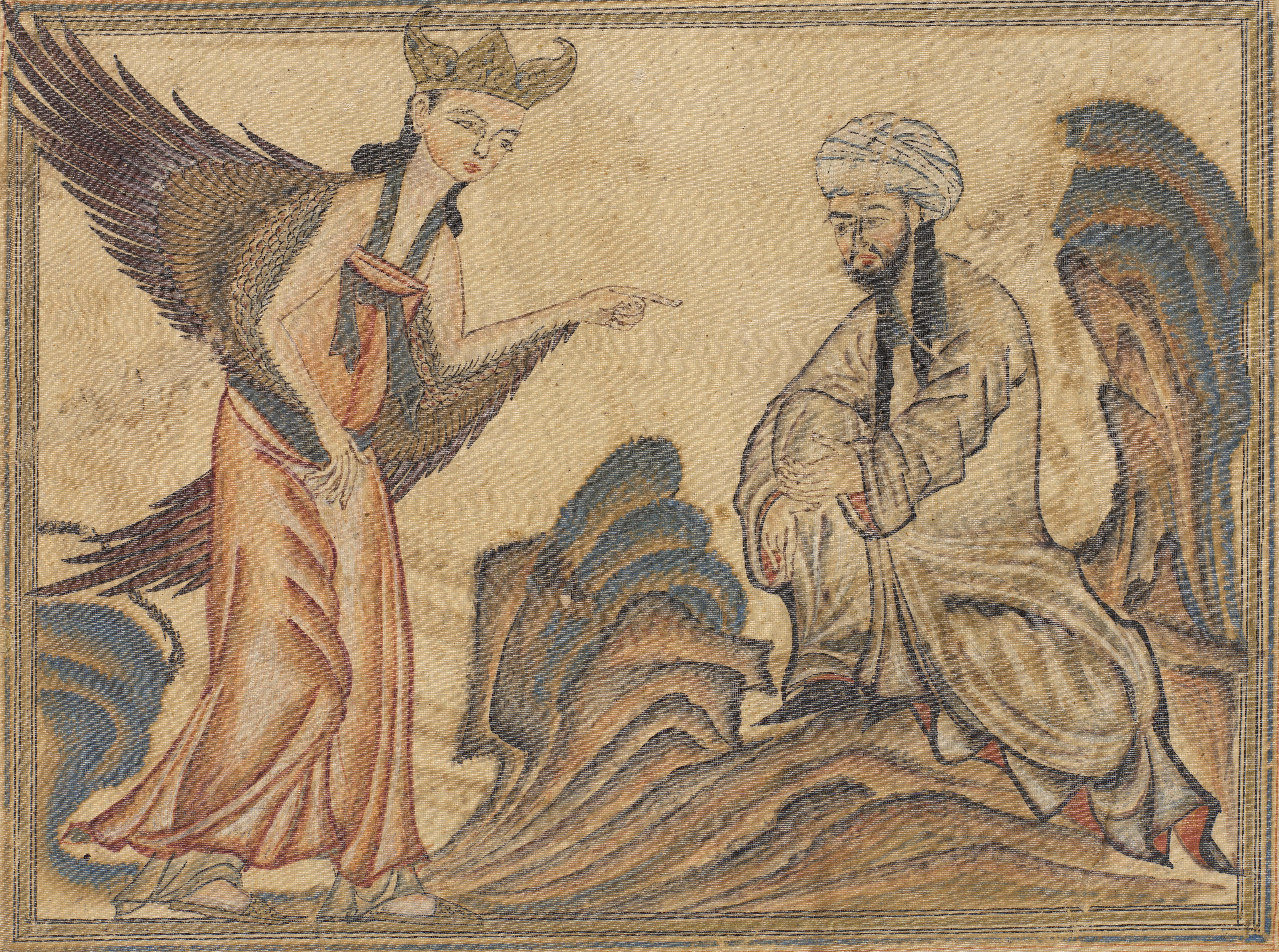
Mohamed přijímá proroctví od archanděla Gabriela na malbě z počátku 14. století

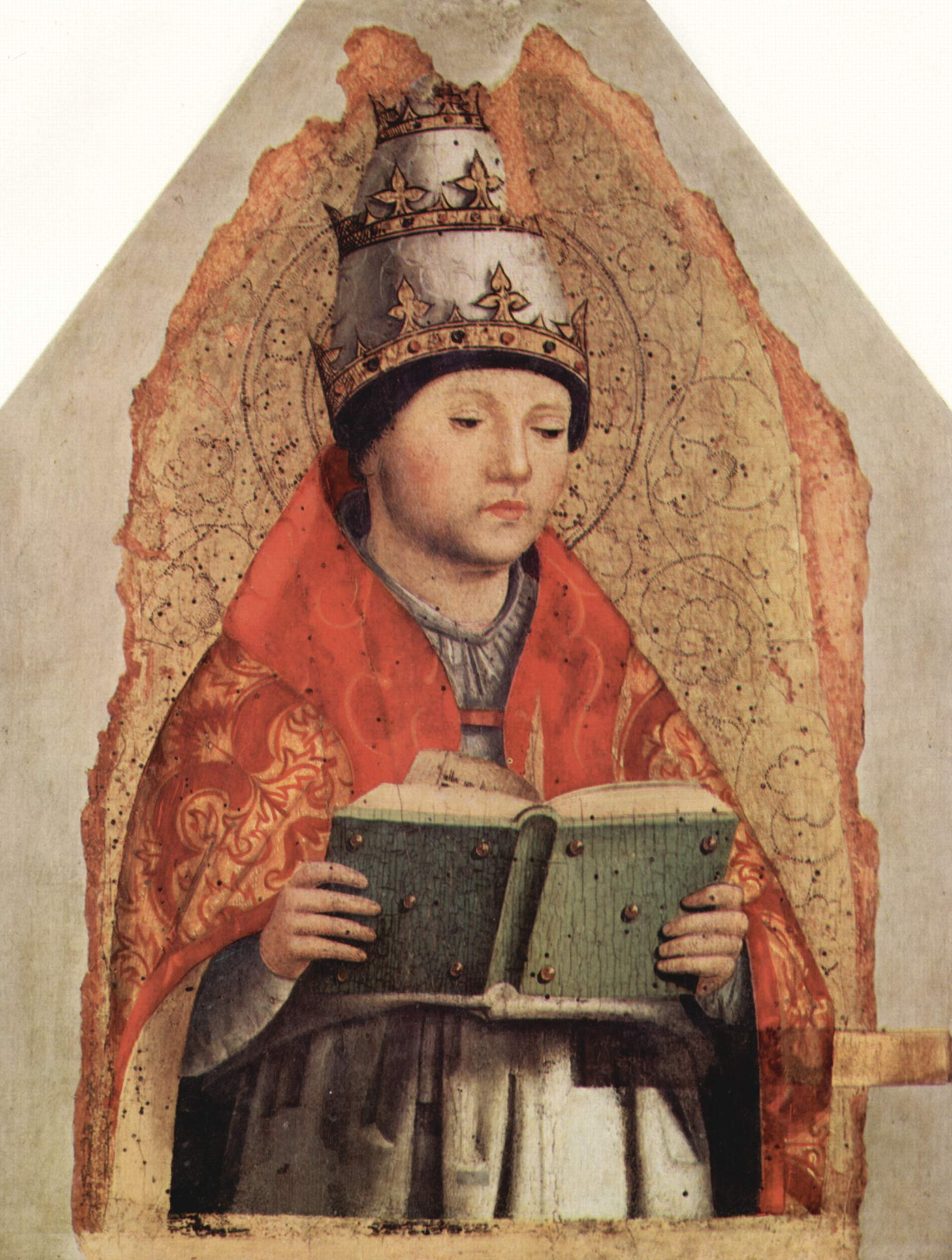
Papež Řehoř I. Veliký na malbě Antonella da Messiny

- Abú Bakr (573–634) – první chalífa
- Alí (599–661) – arabský chalífa
- Asparuch (cca 640–701) – první bulharský chán a zakladatel první bulharské říše
- Brahmagupta (598–668) – indický matematik a astronom
- Cædmon – anglosaský básník
- Dagobert I. (cca 603–639) – franský král
- Herakleios (cca 575–641) – byzantský císař
- Chálid ibn al-Valíd (592–642) – arabský vojevůdce
- Isidor ze Sevilly (560–636) – učitel církve, encyklopedista a pozdní autor patristické literatury
- Izák Syrský – asketa a mystik
- Kolumbán mladší (cca 540–615) – iroskotský misionář, zakladatel kláštera Bobbio
- Mohamed (570–632) – zakladatel a prorok islámu
- Řehoř I. Veliký (540–604) – papež
- Sámo (? – 658/659) – vládce slovanského kmenového svazu
- Tchaj-cung (599–646) – čínský císař
- Umar ibn al-Chattáb (cca 581–644) – arabský chalífa
- Uthmán ibn Affán (cca 579–656) – arabský chalífa